# Golobrdac
Golobrdac falu Horvátországban, Bród-Szávamente megyében. Közigazgatásilag Csernekhez tartozik.

## Fekvése
Bródtól légvonalban 51, közúton 69 km-re északnyugatra, Pozsegától   légvonalban 20, közúton 23 km-re nyugatra, községközpontjától 10 km-re északkeletre, a Psunj-hegység területén, a Suhi- és Gradina-patakok által közrefogott magaslaton fekszik.

## Története
A település feltehetően a török uralom idején keletkezett Boszniából bevándorolt pravoszláv vlachok betelepülésével. A térség 1691-ben szabadult fel végleg a török uralom alól. 1698-ban „Goloberdczi” néven 4 portával szerepel a török uralom alól felszabadított szlavóniai települések összeírásában.  Az első katonai felmérés térképén „Dorf Golloberczi” néven található. Lipszky János 1808-ban Budán kiadott repertóriumában „Goloberczy” néven szerepel.  
Nagy Lajos 1829-ben kiadott művében „Goloberczi” néven 24 házzal, 169 ortodox vallású lakossal találjuk. 
1857-ben 574, 1910-ben 775 lakosa volt. Az 1910-es népszámlálás szerint lakosságának 98%-a szerb, 2%-a horvát anyanyelvű volt. Pozsega vármegye Újgradiskai járásának része volt. Az első világháború után 1918-ban az új szerb-horvát-szlovén állam, majd később (1929-ben) Jugoszlávia része lett. 1991-től a független Horvátországhoz tartozik. 1991-ben lakosságának 80%-a szerb, 4-4%-a horvát és jugoszláv nemzetiségű volt. 2011-ben a településnek már nem volt állandó lakossága. 

## Lakossága
| Lakosság változása | Lakosság változása | Lakosság változása | Lakosság változása | Lakosság változása | Lakosság változása | Lakosság változása | Lakosság változása | Lakosság változása | Lakosság változása | Lakosság változása | Lakosság változása | Lakosság változása | Lakosság változása | Lakosság változása | Lakosság változása |
| ------------------ | ------------------ | ------------------ | ------------------ | ------------------ | ------------------ | ------------------ | ------------------ | ------------------ | ------------------ | ------------------ | ------------------ | ------------------ | ------------------ | ------------------ | ------------------ |
| 1857               | 1869               | 1880               | 1890               | 1900               | 1910               | 1921               | 1931               | 1948               | 1953               | 1961               | 1971               | 1981               | 1991               | 2001               | 2011               |
| 165                | 188                | 204                | 230                | 251                | 242                | 206                | 218                | 125                | 113                | 114                | 93                 | 64                 | 46                 | 0                  | 0                  |